# Challenger de Saint-Rémy-de-Provence
El Trophée des Alpilles es un torneo de tenis celebrado en Saint-Rémy-de-Provence, Francia desde el año 2009. El evento forma parte del ATP Challenger Tour y se juega en canchas duras.

## Finales anteriores

### Individuales
| Año  | Campeón                | Finalista              | Resultado           |
| ---- | ---------------------- | ---------------------- | ------------------- |
| 2016 | Daniil Medvedev        | Joris De Loore         | 6–3, 6–3            |
| 2015 | Ivan Dodig             | Nils Langer            | 6–3, 6–2            |
| 2014 | Nicolas Mahut          | Vincent Millot         | 6-73, 6-4, 6-3      |
| 2013 | Marc Gicquel           | Matteo Viola           | 6-4, 6-3            |
| 2012 | Josselin Ouanna        | Flavio Cipolla         | 6–4, 7–5            |
| 2011 | Édouard Roger-Vasselin | Arnaud Clément         | 6–4, 6–3            |
| 2010 | Jerzy Janowicz         | Édouard Roger-Vasselin | 3–6, 7–6(8), 7–6(6) |
| 2009 | Marcos Baghdatis       | Xavier Malisse         | 6–4, 6–1            |

### Dobles
| Año  | Campeón                                              | Finalista                            | Resultado           |
| ---- | ---------------------------------------------------- | ------------------------------------ | ------------------- |
| 2016 | Ken Skupski (2) Neal Skupski (2)                     | David O'Hare Joe Salisbury           | 6–75, 6–4, [10–5]   |
| 2015 | Ken Skupski Neal Skupski                             | Andrej Martin Igor Zelenay           | 6–4, 6–1            |
| 2014 | Pierre-Hugues Herbert (3) Konstantin Kravchuk        | David Guez Martin Vaisse             | 6-1, 7-63           |
| 2013 | Pierre-Hugues Herbert (2) Albano Olivetti            | Josselin Ouanna Marc Gicquel         | 6-3, 6-75, 15-13    |
| 2012 | Laurynas Grigelis Uladzimir Ignatik                  | Jordi Marsé-Vidri Carles Poch-Gradin | 6–7(4), 6–3, [10–6] |
| 2011 | Pierre-Hugues Herbert (1) Édouard Roger-Vasselin (2) | Arnaud Clément Nicolas Renavand      | 6–0, 4–6, [10–7]    |
| 2010 | Gilles Müller Édouard Roger-Vasselin (1)             | Andis Juška Deniss Pavlovs           | 6–0, 2–6, [13–11]   |
| 2009 | Jiří Krkoška Lukáš Lacko                             | Ruben Bemelmans Niels Desein         | 6–1, 3–6, [10–3]    |